# F1 Academy
La F1 Academy es una competición de automovilismo de velocidad femenino de monoplazas, fundada por la Federación Internacional del Automóvil y la Fórmula 1.
La categoría otorga a las cinco primeras clasificadas de la clasificación puntos para la superlicencia de la FIA, 10, 7, 5, 3 y 1 puntos respectivamente.
La temporada inaugural de F1 Academy fue en 2023. El título de equipos lo obtuvo Prema Racing, así como la española Marta García se hizo con el de pilotos.

## Historia
En noviembre de 2022, la Fórmula 1 anunció la creación de F1 Academy, una serie de carreras para mujeres cuyo objetivo es centrarse en el desarrollo y la preparación de jóvenes pilotos para progresar a niveles más altos de competencia. Fue creado para ayudar a suavizar la transición del karting al escalafón de monoplazas. Se confirmó que la serie constaba de cinco equipos con experiencia en Fórmula 1, Fórmula 2 y Fórmula 3, con cada equipo ingresando 3 autos para formar una parrilla de 15 autos.
Los cinco equipos que participarán en la temporada 2023 se anunciaron en diciembre de 2022, los cuales serían: ART Grand Prix, Campos Racing, Rodin Carlin, MP Motorsport, Prema Racing y Hitech GP.
El 1 de marzo de 2023, Susie Wolff fue nombrada directora general de la competición.

## Formato del campeonato
La temporada 2023 consistirá en siete fines de semana con tres carreras cada uno, haciendo un total de 21 carreras, además de 15 días de testeo oficial.
El 31 de marzo de 2023, el CEO de la Fórmula 1, Stefano Domenicali, anunció que la temporada de 2024 transcurrirá exclusivamente en ciertos fines de semana de carrera de la Fórmula 1, uniéndose así a la Fórmula 2, la Fórmula 3 y la Porsche Supercup.

## Monoplazas

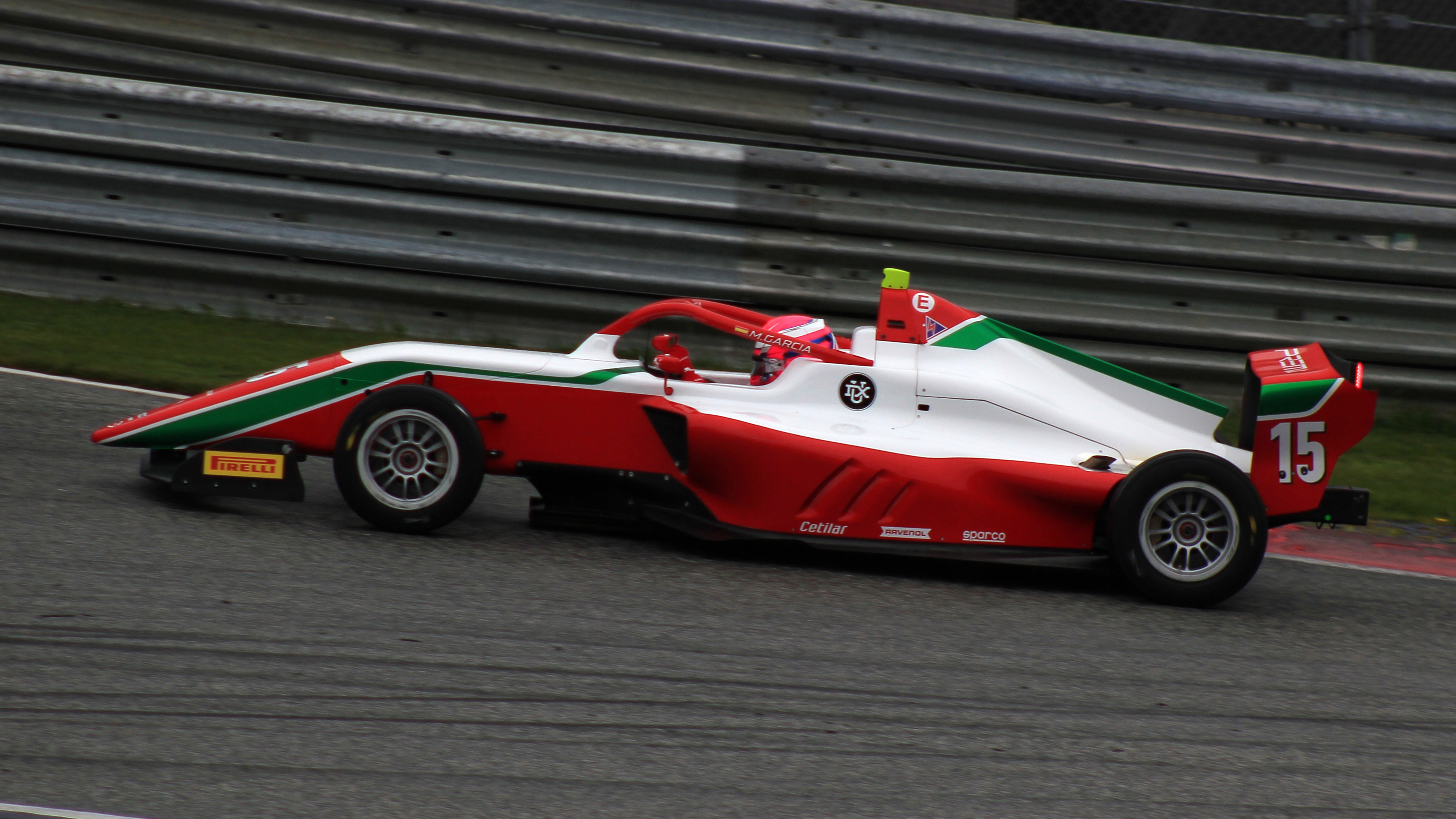
Foto de la conductora Marta García. Tomada en la segunda temporada de la F1 academy.

La Fórmula 1 confirmó que los monoplazas utilizados para la temporada 2023 son el chasis Tatuus F4-T421 utilizado en los campeonatos de Fórmula 4 a nivel mundial desde 2022, los neumáticos son proporcionados por Pirelli. La Fórmula 1 subvenciona el coste de cada coche con un presupuesto de 150.000€, y los pilotos cubren el resto. El motor para la temporada 2023 lo proporciona Autotecnica y consiste en un 4 cilindros turboalimentado de 1.4 litros, capaz de entregar 174 caballos de fuerza a 5500 rpm.

## Reglas y regulaciones
En esta competición participan 15 monoplazas idénticos entre sí. Todas las corredoras deben ser mujeres de entre 16 a 25 años al momento de participar en su primera carrera de la temporada y deberán poseer una Licencia Internacional FIA de grado B, C o D.

### Formato de fin de semana
Consistirá de dos prácticas libres, con una duración de 40 minutos cada una, dos clasificaciones de 15 minutos cada una y dos carreras.
La primera carrera consta de 30 minutos más una vuelta. El orden de la parrilla de salida lo determina la primera clasificación, en la que quien obtenga la pole position saldrá desde el primer lugar.
La segunda carrera tiene una duración de 20 minutos más una vuelta. Las posiciones las determinan los resultados de la primera clasificación, las primeras ocho corredoras saldrán con parrilla invertida, por lo que quien clasifique primera partirá desde la octava posición y quien quede octava partirá desde la primera. De la posición 9 en adelante salen tal como clasificaron.
La tercera carrera dura 30 minutos más una vuelta. El orden de la parrilla de salida es el orden en el que clasificaron en la segunda clasificación.

### Sistema de puntos

#### Clasificación
Tanto en la primera como en la segunda clasificación se le otorgará 2 puntos a la corredora que logre la pole position.

#### Carreras 1 y 3
| Posición | 2023-     |
| -------- | --------- |
| 1.º      | 25 puntos |
| 2.º      | 18 puntos |
| 3.º      | 15 puntos |
| 4.º      | 12 puntos |
| 5.º      | 10 puntos |
| 6.º      | 8 puntos  |
| 7.º      | 6 puntos  |
| 8.º      | 4 puntos  |
| 9.º      | 2 puntos  |
| 10.º     | 1 punto   |

#### Carrera 2
| Posición | 2023-     |
| -------- | --------- |
| 1.º      | 10 puntos |
| 2.º      | 8 puntos  |
| 3.º      | 6 puntos  |
| 4.º      | 5 puntos  |
| 5.º      | 4 puntos  |
| 6.º      | 3 puntos  |
| 7.º      | 2 puntos  |
| 8.º      | 1 punto   |

#### Vuelta rápida
En todas las carreras se le otorgará 1 punto a quien realice la vuelta rápida. Este no se le dará a nadie si la corredora que lo obtiene no termina la carrera en las primeras diez posiciones, o si la líder completó menos del 50% de la distancia de carrera establecida.

### Neumáticos
A cada corredora se le otorgaran tres sets y medio de neumáticos para clima seco, de los cuales se pueden utilizar uno de los sets de un testeo o evento anterior. También se les darán dos sets de neumáticos para lluvia por evento. Estos serán provistos por Pirelli, como en el resto de las categorías.

## Circuitos
- Negrita marca los circuitos en los que se correrá en la temporada de 2023.[10]
- Cursiva marca los circuitos que serán utilizados en un futuro en la temporada 2025.[13]

| Circuito                           | Eventos | Año       |
| ---------------------------------- | ------- | --------- |
| Red Bull Ring                      | 1       | 2023      |
| Circuito Ricardo Tormo             | 1       | 2023      |
| Circuito de Barcelona-Cataluña     | 1       | 2023-2024 |
| Circuito de Zandvoort              | 1       | 2023-2024 |
| Autodromo Nazionale di Monza       | 1       | 2023      |
| Circuito Paul Ricard               | 1       | 2023      |
| Circuito de las Américas           | 1       | 2023      |
| Circuito de la Corniche de Yeda    | 0       | 2024      |
| Autódromo Internacional de Miami   | 0       | 2024      |
| Circuito callejero de Marina Bay   | 0       | 2024      |
| Circuito Internacional de Losail   | 0       | 2024      |
| Circuito Yas Marina                | 0       | 2024      |
| Circuito Internacional de Shanghái | 0       | 2025      |
| Circuito de la Corniche de Yeda    | 0       | 2025      |
| Autódromo Internacional de Miami   | 0       | 2025      |
| Circuito Gilles Villeneuve         | 0       | 2025      |
| Circuito de Zandvoort              | 1       | 2023-2025 |
| Circuito callejero de Marina Bay   | 0       | 2025      |
| Circuito callejero de Las Vegas    | 0       | 2025      |

## Campeonas
| Año  | Piloto campeona | Escudería campeona | Ref.   |
| ---- | --------------- | ------------------ | ------ |
| 2023 | Marta García    | Prema Racing       | [ 14 ] |
| 2024 | Abbi Pulling    | Prema Racing       | [ 15 ] |

## Objetivo de la categoría
Esta categoría exclusiva para mujeres nace de una iniciativa que quiere  darle nuevamente lugar a las mujeres en la Fórmula 1. La finalidad es brindarles una formación para que puedan competir en las Fórmulas 2 y 3 y finalmente llegar a lo más alto de las competiciones de monoplaza. Sólo 5 mujeres han competido en la Fórmula 1, y la última de ellas lo hizo en 1992. Es un vacío que no se adapta a los cambios sociales ocurridos en los últimos años, razón por la cual hubo una inversión en la categoría por parte de la F1.
Aparece en reemplazo de la W Series, que finalizó tras su tercera temporada por problemas económicos, y la cual había sufrido varias críticas por una segregación contraproducente al objetivo mayor: que tanto hombres como mujeres compitan juntos en lo más alto de la categoría.
Uno de los problemas más grandes que enfrentan las corredoras, como ocurre en muchos deportes de élite , es la dificultad al encontrar patrocinios que les permitan financiar sus carreras. Para subir de categorías cada vez se necesita más dinero y es cada vez más difícil para ellas poder acceder a un asiento en las competiciones.